# Kamień runiczny z Hillersjö

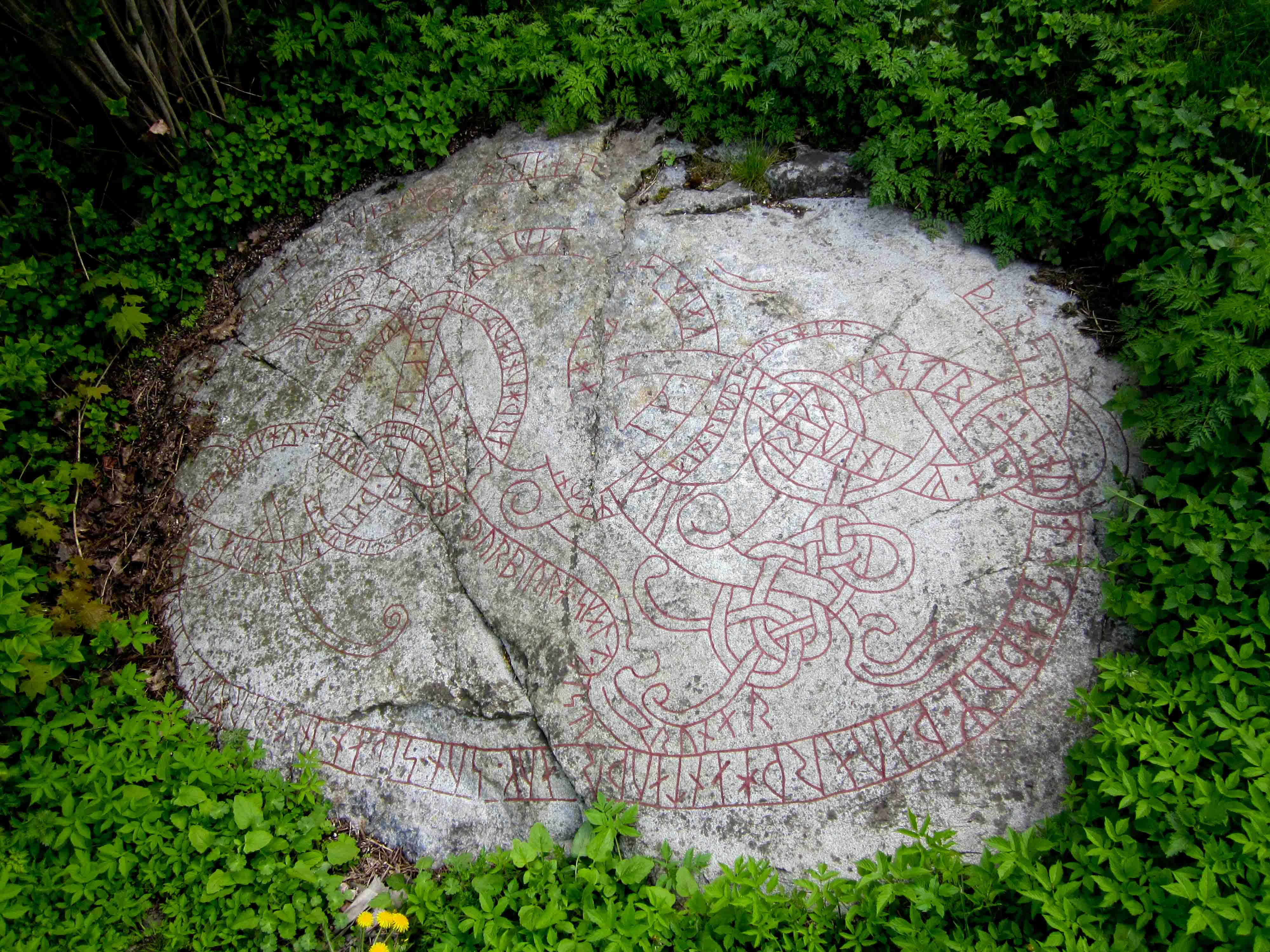
Kamień runiczny z Hillersjö

Kamień runiczny z Hillersjö (U 29) – pokryty inskrypcją runiczną głaz znajdujący się na terenie prywatnej posesji w Hillersjö na wyspie Färingsö, położonej na jeziorze Melar w szwedzkiej prowincji Uppland. Inskrypcja datowana jest na ok. 1060–1100 rok.

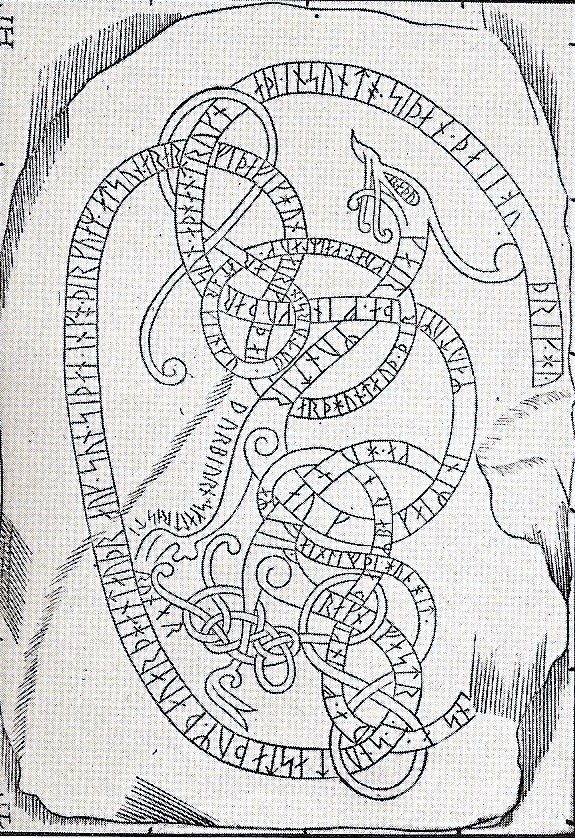
Odrys inskrypcji

Głaz ma wymiary 2,8 × 1,8 m. Na jego powierzchni wyryty został napis, który jest już dziś częściowo zatarty. Jest to najdłuższa inskrypcja runiczna na terenie Upplandu i jedna z najdłuższych inskrypcji w fuþarku młodszym. Jej treść głosi:
raþ| |þu kaiRmuntr -ik * kaiR[l]a[uk *] (m)aytumi| |i þa * finku * þau sun * aþ han * truknaþi * in sun to: siþan: þa + fi(k) (h)(u)- --þrik * ha- ... (þ)(i)nsa * þa * finku þa(u) [bar](n) ... (i)(n) maR ain lifþi * [hu]n hit ʻ ...g[a] ʻ h(a)... fik raknfastr * i * snutastaþum * þa uarþ han tauþr * auk * sun * siþan * in * moþir kuam + at sunar ʻ arfi ʻ þa ʻ fik hun ʻ airik ʻ þar ʻ uarþ hun tauþ ʻ þar kuam ʻ gaiRlauk at arfi ʻ inku tutur sinar þurbiur(n) ʻ skalt ' risti runar
co znaczy:
Czytaj ty! Germundr dostał Geirlaug w dziewictwie. Wówczas narodził im się syn, zanim on się utopił. Ale syn zmarł potem. Wówczas dostała Guðdrika. On ... ten. Wówczas narodziły im się dzieci. Ale tylko dziewczynka przeżyła, miała na imię Inga. Ją dostał Ragnsfastr ze Snutastað. Wówczas on zmarł, a syn później. A matka dziedziczyła po synu. Wówczas dostała Erika. Wtedy on zmarł. Wtedy Geirlaug dziedziczyła po Indze, córce swej. Þorbiorn skald rył runy
Treść inskrypcji wpisany został w dwie wstęgi, zaś podpis wykonawcy napisu (Þorbiorn skald rył runy) został dopisany z boku. Początkowy zwrot raþ þu, będący wezwaniem do czytania, wpisano w oko węża. Inskrypcja z Hillersjö należy do jednych z najciekawszych inskrypcji runicznych, nie ma bowiem charakteru kommemoratywnego, lecz jest rodzajem potwierdzenia prawa do majątku, odziedziczonego przez wspomnianą Geirlaug po śmierci całej najbliższej rodziny.